# Dogana del porto di Barcellona
La Dogana del porto di Barcellona  è un edificio che si trova davanti ai Drassanes nel quartiere Raval di Barcellona, proprio di fronte al Porto Vecchio. È conosciuta anche con il nome di Nuova Dogana, per differenziarla dalla vecchia che oggi è sede del Governo Civile.
La Dogana venne realizzata tra il 1896 e il 1902 dall'architetto Enric Sagnier in collaborazione con Pere Garcia Fària e ha una pianta a forma di H, secondo il consueto stile eclettico dell'autore. L'edificio presenta infatti due corpi paralleli uniti da un altro corpo trasversale e la facciata ha un aspetto monumentale, che ricorda l'architettura mitteleuropea, con decorazione di motivi classici, principalmente di ordine ionico, sormontata dagli stemmi di Barcellona, della Catalogna e della Spagna.
A seguito della crescita della città, la dogana si è ritrovata all'interno della zona turistica di Barcellona e si decise quindi per un trasferimento nel porto mercantile della Zona Franca.